# Lachassagne
Lachassagne este o comună în departamentul Rhône din sud-estul Franței. În 2009 avea o populație de 879 de locuitori.

## Evoluția populației
| An        | 1975 | 1982 | 1990 | 1999 | 2006 | 2009 |
| --------- | ---- | ---- | ---- | ---- | ---- | ---- |
| Populație | 370  | 510  | 605  | 769  | 893  | 879  |